# Parvoraphidia aphaphlyxte
Parvoraphidia aphaphlyxte är en halssländeart som först beskrevs av H. Aspöck och U. Aspöck 1974.  Parvoraphidia aphaphlyxte ingår i släktet Parvoraphidia och familjen ormhalssländor.

## Underarter
Arten delas in i följande underarter:
- P. a. aganippe
- P. a. aphaphlyxte